# Columbia College (Vancouver, British Columbia)
Trường Cao đẳng Columbia (Columbia College, viết tắt là CC) là một trong những trường cao đẳng tư thục lâu đời nhất tại Vancouver, British Columbia, Canada. Trường được thành lập vào năm 1936. Đây là trường đại học hệ hai năm, cung cấp các khóa học bậc đại học cho sinh viên năm thứ nhất và thứ hai, cấp bằng cao đẳng trong các ngành khai phóng và khoa học, và có chương trình dự bị đại học.
Địa chỉ: 438 Terminal Avenue Vancouver, BC Canada V6A 0C1.

## Chương trình
- Anh văn(ESL)
- Chuyển tiếp đại học
- Trung học

## Các hiệu trưởng
- Ph.D T.Toone (hiện tại)